# مطار موبيل الإقليمي
مطار موبايل الإقليمي (إياتا: MOB، إيكاو: KMOB، معرف الموقع إف إيه إيه: MOB) هو مطار عام/عسكري يقع على بعد 13 ميلاً (21 كم) غرب موبيل، في مقاطعة موبيل، ألاباما، الولايات المتحدة. المطار تملكه وتديره هيئة المطارات المتنقلة، وهي كيان ذاتي التمويل ولا يتلقى أي أموال ضريبية محلية.صنفته الخطة الوطنية لأنظمة المطارات المتكاملة للفترة 2011-2015 على أنه مطار خدمات تجارية رئيسي. تظهر سجلات إدارة الطيران الفيدرالية أن المطار شهد وصول 286,956 رحلة للركاب (الطائرات) في السنة التقويمية 2008، و280,491 في عام 2009 و277,232 في عام 2010.
أُعلن أن هيئة المطار في أغسطس 2020 ستحول رحلات الطيران التجارية إلى مطار موبايل الواقع وسط المدينةوالذي أعيدت تسميته الآن بمطار موبايل الدولي.

## أهم الوجهات
| الرتبة | المطار                     | الركاب  | الناقل    |
| ------ | -------------------------- | ------- | --------- |
| 1      | مطار هارتسفيلد جاكسون      | 102,000 | دلتا      |
| 2      | مطار دالاس فورت ورث الدولي | 60,000  | الأمريكية |
| 3      | مطار شارلوت دوغلاس الدولي  | 58,000  | الأمريكية |
| 4      | مطار جورج بوش الدولي       | 39,000  | المتحدة   |